# José Araquistáin
José Araquistáin Arrieta (ur. 4 marca 1937 w Gipuzkoi) – hiszpański piłkarz występujący na pozycji bramkarza. W czasie swojej piłkarskiej kariery mierzył 180 cm.

## Kariera klubowa
Araquistáin swoją karierę rozpoczynał w klubie SD Eibar. W 1956 roku przeszedł do Realu Sociedad, w którym grał przez kolejne pięć sezonów. Od 1961 roku był zawodnikiem Realu Madryt. Z klubem tym sześciokrotnie zostawał mistrzem Hiszpanii. W sezonie 1965/1966 wygrał Puchar Europy. Ogółem w rozgrywkach o Puchar Europy wystąpił w barwach Realu 18 razy.
W latach 1968–1971 był zawodnikiem Elche CF. Jego ostatnim klubem w karierze był CD Castellón, w którym występował w sezonach 1971/1972 oraz 1972/1973.

## Kariera reprezentacyjna
Araquistáin w reprezentacji Hiszpanii wystąpił 6 razy, debiutował w niej 17 lipca 1960 roku w meczu z reprezentacją Chile. Był jej członkiem na Mistrzostwach Świata w Chile. Na turnieju tym zagrał w jednym spotkaniu, które Hiszpania przegrała 1-2 z reprezentacją Brazylii.